# Euthyastus binotatus
Euthyastus binotatus är en skalbaggsart som beskrevs av Francis Polkinghorne Pascoe 1866. Euthyastus binotatus ingår i släktet Euthyastus och familjen långhorningar. Inga underarter finns listade i Catalogue of Life.